# Полонофобија
Полонофобија, која се такође назива антиполонизам, (пољ. Antypolonizm), и антипољско осећање су термини за негативне ставове, предрасуде и акције против Пољака као етничке групе, Пољске као њихове земље и њихове културу. То укључује етничке предрасуде према Пољацима и особама пољског порекла, друге облике дискриминације и малтретирање Пољака и пољске дијаспоре.
Ова предрасуда је довела до масовних убистава и геноцида или је коришћена да се оправдају злочини  и пре и током Другог светског рата, пре свега немачких нациста и украјинских националиста. Док су совјетске репресије и масакри пољских грађана били идеолошки мотивисани, негативан став совјетских власти према пољској нацији је добро сведочан.
Директива Трећег рајха бр. 1306 гласила је: „Пољство је једнако потчовечанству. Пољаци, Јевреји и Цигани су на истом инфериорном нивоу.“ Трећи рајх је убио између 1,8 и 2,7 милиона етничких Пољака, 140.000 Пољака је депортовано у Аушвиц где је најмање половина страдала.
Антипољско осећање укључује стереотипе о Пољацима као о неинтелигентним и агресивним, као насилницима, лоповима, алкохоличарима и антисемитима.

## Етимологија
Према Адаму Лешчинском, термин антиполонизам је сковао новинар Едмунд Османчик 1946. године. Османчик је осудио антијеврејско насиље у послератној Пољској и закључио:
„Растући антиполонизам у свету има исти извор као и антисемитизам: одбојност према слабим људима, хронично хендикепираним судбином хендикепираних, слаби људи због разлике између наде појединаца и сиромаштва маса, људи који живе расути, непрестано се боре за своју отаџбину... Постајемо непопуларни као нација и, као и код јеврејског народа, само појединци имају право да буду саосећајни.”

## Карактеристике
Облици непријатељства према Пољацима и пољској култури укључују:
- Организовани прогон Пољака као нације или као етничке групе;[тражи се извор]
- Ксенофобична несклоност ка Пољацима, укључујући пољске имигранте;[тражи се извор]
- Културно антипољско осећање: предрасуде према Пољацима и особама које говоре пољски или њиховим обичајима, језику и образовању;[тражи се извор]
- Стереотипи о Пољској и Пољацима у медијима и другим облицима популарне културе.[тражи се извор]

Историјски пример антипољског расположења био је polakożerstwo (прождирање Пољака) – пољски термин скован у 19. веку у вези са распарчавањем и анексијом Пољске од стране Пруске, Хабзбуршке монархије и Русије. Polakożerstwo је описао насилно потискивање пољске културе, образовања и религије на историјски пољским територијама, и постепено елиминисање Пољака из свакодневног живота као и из поседовања имовине. Антипољску политику спроводило је Немачко царство под Отом фон Бизмарком, посебно током Културкампфа, и спроводило се до краја Првог светског рата. Организовани прогон Пољака беснео је на територијама које је Русија припојила, углавном под царем Николајем II. Историјске акције инспирисане антиполонизмом кретале су се од кривичних дела мотивисаних мржњом, до физичког истребљења пољског народа, чији је циљ био искорењивање пољске државе. Током Другог светског рата, када је већина пољског друштва постала предмет геноцидне политике нацистичке Немачке, антиполонизам је довео до незапамћене кампање масовних убистава у Пољској под немачком окупацијом. У данашње време, међу онима који често изражавају свој непријатељски став према пољском народу су и неки руски политичари и њихове крајње десничарске политичке странке које траже нови идентитет укорењен у несталој Руској империји након распада Совјетског Савеза.

### Антипољски стереотипи
У руском језику термин мазурик, синоним за „џепар“, „ситан лопов“, дословно значи „мали Мазовец“. Реч је пример како либерална употреба колоквијализама Владимира Путина привлачи пажњу медија из иностранства.
Клише „пољски водоинсталатер” може да симболизује претњу јефтине радне снаге из сиромашнијих европских земаља да „краду” ниско плаћене послове у богатијим деловима Европе. С друге стране, други то повезују са приступачношћу и поузданошћу европских радника миграната.

## Пре Друге Пољске Републике 1918.
Анти-пољска реторика у комбинацији са осудом пољске културе била је најистакнутија у Пруској у 18. веку током поделе Пољске. Међутим, антипољска пропаганда почиње са Тевтонским редом у 14. веку. Био је то веома важно оруђе у покушају Реда да освоји Војводство Литваније који је на крају пропао због персоналне уније Литваније са Круном Краљевине Пољске и покрштавања Литваније у католичанство. Први велики мислилац који је отворено позвао на геноцид над пољским народом био је немачки доминикански теолог из 14. века Јоханес фон Фалкенберг који је у име Тевтонског реда заговарао не само да би пољске пагане требало убијати, већ и да сви Пољаци треба да буду предмет геноцида на основу тога да су Пољаци инхерентно јеретичка раса и да би чак и краља Пољске, Јагела, преобраћеника, требало убити. Тврдња да су Пољаци јеретички била је у великој мери политички мотивисана јер је Тевтонски ред желео да освоји пољске земље упркос томе што је хришћанство постало доминантна религија у Пољској вековима раније.
Немачка је, све више и више прожета тевтонским прусизмом, наставила да следи ову тактику. На пример, Дејвид Блекборн са Универзитета Харвард говори о скандализованим списима немачког интелектуалца Јохана Георга Форстера, коме је Пољска комисија за национално образовање доделила мандат на Универзитету у Виљњусу 1784. Форстер је писао о „заосталости“ Пољске на сличан начин као „незнање и варварство“ југоисточне Азије. Такви ставови су касније поновљени у немачким идејама Лебенсраума и експлоатисани од стране нациста. Немачки академици између 18. и 20. века покушали су да пројектују, у разлици између Немачке и Пољске, „границу између цивилизације и варварства; високе немачке културе и примитивног словенства “ (расистичка дијатриба ЈЦ Шулца коју су поново објавили нацисти 1941). Пруски званичници, жељни да обезбеде пољску поделу, подстицали су став да су Пољаци културно инфериорни и да им је потребно пруско старање. Такве расистичке текстове, првобитно објављене од 18. века па надаље, Немачки Рајх је поново објавио пре и после инвазије на Пољску.
Пруски Фридрих Велики је гајио посебну мржњу и презир према пољском народу. Након освајања Пољске, упоредио је Пољаке са канадским „ирокезима“. У његовој свеобухватној антипољској кампањи, чак и племство пољског порекла које је живело у Пруској било је у обавези да плаћа веће порезе од оних немачког порекла. Пољски манастири су сматрани „брлоговима беспослице“ и њихову имовину су често одузимале пруске власти. Преовлађујући католицизам међу Пољацима био је стигматизован. Пољски језик је био прогањан на свим нивоима.
После Пољско-руског рата почетком 1600-их година, Руси су у великој мери антагонизирали Пољску као узрок хаоса и тираније у Русији. Будућа кућа Романова, која ће основати Руско царство након преузимања власти од династије Рјурикова, користила је низ активности дисторзије, описујући Пољаке као назадне, окрутне и бездушне, хвалећи побуну против Пољака; и снажно усредсређен на православно веровање. Када је Руско царство напало Пољску у руско-пољском рату 1650-их, Руси су изазвали низ зверстава и уништили већи део источне Пољске, понекад се придружујући уништењу са својим украјинским савезником предвођеним Богданом Хмељницким и Швеђанима у паралелној шведској инвазији. Рат је држан као руски тријумф за покушај уништења Пољске.
Шведска, која је развила антипољско расположење због претходних пољско-шведских ратова у нади да ће стећи територијални и политички утицај, као и због спора са пољском круном због Сигисмунда III Васе, покренула је инвазију познату као Потоп. Шведски освајачи, удруживши се са руским освајачима на истоку, заједно су уништили Пољску и однели многа пољског националног блага, као и изазвали низ зверства над Пољацима. Швеђани су према Пољацима поступали веома брутално, а као резултат тога, Пољска је изгубила своје богатство и била је смањена у свом развоју. Слично Русији, Шведска је поздравила уништење Пољске као национални тријумф.
У 18. веку, Русија као империја покушала је да натера Пољску да се распадне користећи либерум вето, стварајући хаос и спреченим реформама, као по руским споразумима, била је против идеала будућег плана царске Русије да подели Пољску. Русија је често слала трупе и вршила злочине над пољским цивилима. Када је Пољска усвојила свој први Устав 3. маја 1791. године, први устав у Европи, Русија је послала трупе и брутално потиснула Пољаке.
Када је Пољска изгубила последње остатке своје независности 1795. и остала подељена 123 године, етнички Пољаци су били изложени дискриминацији у две области: германизацији под пруском, а касније немачком влашћу, и русификације на територијама које је припојила царска Русија.
Бити Пољак под руском окупацијом било је само по себи готово криво – написала је руска историчарка Људмила Гатагова – Практично сва руска влада, бирократија и друштво били су уједињени у једном испаду против Пољака. – „Ширачи гласина су обавестили становништво о наводном наређењу да се убије [...] и одузме им земља“. Пољска култура и религија су виђене као претња руским империјалним амбицијама. Царски наместници су их силом потиснули у пољским земљама. Руска антипољска кампања, која је укључивала конфискацију имовине пољских племића, вођена је у областима образовања, вере као и језика. Пољске школе и универзитети затворени су у појачаној кампањи русификације. Поред погубљења и масовних депортација Пољака у логоре Каторга, цар Николај I је основао окупациону војску о трошку Пољске.

Подстицај њиховом верском прогону дала је чињеница да су Пољаци, за разлику од Руса, били претежно римокатолици. Истовремено, са појавом панславистичке идеологије, руски писци су оптужили пољску нацију да је издала своју „словенску породицу” због њихових оружаних напора усмерених на освајање независности. Непријатељство према Пољацима било је присутно у многим руским књижевним делима и медијима тог времена.
„Током и после устанка 1830-1831, многи руски писци су добровољно учествовали у антипољској пропаганди. Гогољ је написао Тарас Буљбу, антипољски роман високих књижевних заслуга, да не говоримо о мањим писцима.“ — Проф. Вилхо Харле
Пушкин је, заједно са још тројицом песника, објавио памфлет под називом „О заузимању Варшаве“ у част сламања побуне. Његов допринос лудилу антипољског писања састојао се од песама у којима је поздравио капитулацију Варшаве као нови „тријумф“ царске Русије.
У Пруској и касније у Немачкој, Пољацима је било забрањено да граде домове, а њихова имовина је била мета за принудне откупе које су финансирале пруске и касније немачке владе. Бизмарк је описао Пољаке као животиње (вукове), да „пуца се ако се може“ и применио је неколико оштрих закона са циљем њиховог протеривања из традиционално пољских земаља. Пољски језик је забрањен за јавну употребу, а етнички пољска деца кажњавана су у школи јер говоре пољски. Пољаци су били подвргнути таласу насилног исељавања (Rugi Pruskie). Немачка влада је финансирала и подстицала насељавање етничких Немаца у те области у циљу њихове геополитичке германизације. Пруски Ландтаг донео је законе против католика.
Пред крај Првог светског рата током борбе Пољске за независност, царска Немачка је учинила даље покушаје да преузме контролу над територијама Конгресне Пољске, са циљем етничког чишћења до 3 милиона Јевреја и Пољака, које је требало да буде праћено новим талас насељавања етничких Немаца. У августу 1914. године, немачка царска војска је уништила град Калиш, протеравши десетине хиљада његових пољских грађана.

## Међуратни период (1918–1939)
Након што је Пољска повратила своју независност као Друга република на крају Првог светског рата, питање нових пољских граница није се могло лако решити против воље њених бивших дугогодишњих окупатора. Пољаци су и даље били прогањани на спорним територијама, посебно у Шлезији. Немачка кампања дискриминације допринела је Шлезским устанцима, где је пољским радницима отворено прећено да ће изгубити посао и пензије ако гласају за Пољску на плебисциту у Горњој Шлеској.
На Версајској мировној конференцији 1919. године, британски историчар и политичар Луис Бернштајн Намијер, који је служио као део британске делегације, виђен је као један од највећих непријатеља нове независне пољске државе у британској политичкој сфери и у ново-независној Пољској. Намијер је модификовао претходно предложену Керзонову линију тако што је одвојио град Лавов од Пољске верзијом која се зове Керзонова линија "А". Послат је совјетским дипломатским представницима на прихватање. Ранија компромитована верзија Керзонове линије о којој се расправљало на Спа конференцији 1920. преименована је у Керзонову линију "Б".
У политици међуратне Немачке, антипољска осећања су била на врхунцу. Амерички историчар Герхард Вајнберг приметио је да је за многе Немце у Вајмарској републици „Пољска била одвратност“, Пољаци су били „источноевропска врста бубашваба“, Пољска се обично описивала као Saisonstaat (држава током једне сезоне), а Немци користио је израз „пољска економија“ (polnische Wirtschaft) за ситуацију безнадежне збрке. Вајнберг је приметио да су 1920-30-их водећи немачки политичари одбили да прихвате Пољску као легитимну нацију, и да су се уместо тога надали подели Пољске, вероватно уз помоћ Совјетског Савеза. Британски историчар АЈП Тејлор писао је 1945. да је националсоцијализам неизбежан јер су Немци после 1918. желели „да одбаце једнакост са народима (централне и) источне Европе која им је тада била наметнута“.
Током Стаљинових Великих чистки у Совјетском Савезу, велика операција етничког чишћења, позната као Пољска операција, одвијала се од око 25. августа 1937. до 15. новембра 1938. године. Према совјетским архивама НКВД -а, погубљено је 111.091 Пољак и људи оптужени за везе са Пољском, а 28.744 осуђено на радне логоре Гулаг, што је укупно 139.835 пољских жртава. Овај број чини 10 одсто службено прогањаних лица током читавог периода Велике чистке, са потврдним документима НКВД-а. Прогањане пољске породице оптужене су за антисовјетске активности.
Изван Немаца и Руса, Литванци су такође развили веома снажну антипољску мржњу, делом због историјских замера. За Литванце је пољско-литвански рат 1920, који је коштао престоницу Виљњус да буде у пољској руци, зацементирао антипољско расположење. Практично током међуратног периода, антипољци су били свеприсутни у Литванији, а пољска мањина у Литванији била је суочена са веома оштром репресијом од стране литванских власти. Пољски ултиматум Литванији из 1938. довео је до успостављања односа, али је то остало изузетно тешко јер је Литванија и даље одбијала да прихвати Вилњус као део Пољске.
Украјинци су такође били још један народ са јаким антипољским непријатељством. Пољско-украјински рат 1919. довео је до тога да је Украјина војно осакаћена и, иако је Пољска помогла Украјини у коначном сукобу против бољшевика, али није била у стању да спречи коначну окупацију од стране Совјета. То је довело до непријатељства према Пољској од стране украјинских националиста, што је резултирало оснивањем Организације украјинских националиста и почетком украјинског проблема у Пољској. Убиства пољских званичника од стране украјинских националиста постајала су све чешћа од 1930-их па надаље.

## Инвазија Пољске и Други светски рат
Нацистички пропагандисти су стереотипизирали Пољаке као националисте да би приказали Немце као жртве и оправдали инвазију на Пољску; инцидент у Глајвицу-у је био нацистичка лажна застава да би се показало да је Немачка под пољским нападом, а убијање Немаца од стране Пољака у Бромбергер Блутсоннтагу и другде је надувано на 58.000 да би повећало немачку мржњу према Пољацима и оправдало убијање пољских цивила.
Октобра 1939, Директива бр. 1306 Министарства пропаганде нацистичке Немачке је гласила: „Чак и немачкој млекарици мора бити јасно да је пољскост једнака потчовечанству. Пољаци, Јевреји и Цигани су на истом инфериорном нивоу... Ово треба донети кући као лајтмотив, и с времена на време, у облику постојећих концепата као што су „пољска економија“, „пољска пропаст“ и тако даље, све док сви у Немачкој не виде сваког Пољака, било радника на фарми или интелектуалца, као гамад."
Историчар Карол Карски пише да су пре Другог светског рата совјетске власти водиле кампању дискредитације Пољака и описује Стаљина као полонофоба.
Током Другог светског рата Пољаци су постали предмет етничког чишћења невиђених размера, укључујући: геноцид нацистичких Немаца у Генералној влади, совјетска погубљења и масовне депортације у Сибир из Кресија, као и масакре Пољака у Волинији, спроведену кампању етничког чишћења у данашњој западној Украјини од стране украјинских националиста. Међу 100.000 људи убијених у операцијама Интеллигензактион 1939–1940, око 61.000 је било припадника пољске интелигенције. Милиони грађана Пољске, етнички Пољаци и Јевреји, умрли су у немачким концентрационим логорима као што је Аушвиц. Непознати број погинулих у совјетским „ гулазима“ и политичким затворима. Одмазде против партизанских активности биле су бруталне; једном приликом је убијено 1.200 Пољака у знак одмазде за смрт једног немачког официра и два немачка званичника. У августу 2009. истраживачи пољског Института националног сећања (ИПН) проценили су број мртвих у Пољској (укључујући пољске Јевреје) између 5,47 и 5,67 милиона (због немачких акција) и 150.000 (због Совјетског Савеза), или око 5,62 до 5,82 милиона укупно.
Совјетска политика након њихове инвазије на Пољску у Другом светском рату 1939. била је немилосрдна, а понекад и координирана са нацистима (видети:Конференције Гестапо-НКВД). Елементи етничког чишћења укључивали су совјетска масовна погубљења пољских ратних заробљеника у масакру у Катину и на другим местима, и прогон до 1,5 милиона пољских грађана, укључујући интелигенцију, академике, свештенике и јеврејске Пољаке у логоре за присилни рад у Сибиру.
У немачкој и совјетској ратној пропаганди, Пољаци су исмевани као неспособни за своје војне технике у вођењу рата. Нацистички лажни кратки филмови и фалсификовани псеудодокументарци тврдили су да је пољска коњица „храбро, али узалуд“ јуришала на немачке тенкове 1939. године, а да је пољско ваздухопловство збрисано на земљи на дан почетка рата. Ниједна прича није била истинита (види: Митови пољске септембарске кампање). Немачка пропаганда је извела јуриш пољске коњице у свом колуту из 1941. под називом „Geschwader Lützow“.
Украјински и литвански националисти искористили су све већу расну сегрегацију да подстакну антиполонизам. Следбеници Степана Бандере (такође звани Бандеровци) починили су геноцид над Пољацима у Волинији 1943. Литванске снаге су се често сукобљавале са пољским снагама током Другог светског рата и вршиле масакр над Пољацима уз подршку нациста.
Бернард Монтгомери је често приписивао кривицу за неуспех својих операција, као што је операција Маркет Гарден, пољским трупама под његовом командом. Однос Пољске са СССР-ом током Другог светског рата био је компликован. Главни западни савезници, Сједињене Државе и Уједињено Краљевство, схватили су важност Совјетског Савеза у победи Немачке, до те мере да су одбили да осуде совјетску пропаганду која је оцрњивала њиховог пољског савезника. Западни савезници су чак били вољни да помогну у прикривању совјетског масакра у Катињу.
Зофиа Косак-Сзцзуцка, католичка суоснивачица Зеготе, пољске групе отпора која је ризиковала немачку смртну казну да би спасла Јевреје, а која је и сама послата у Аушвиц, сматрала је Јевреје стереотипним мрзитељима Пољака, чак и када је окарактерисала Пољаке који су ћутали у лице Холокауста као саучеснике:
„Умирући Јевреји су окружени само Пилатом који пере руке од свега. Ово ћутање се више не може толерисати. Какви год да су подстицаји – то је презирно. Ко ћути пред убиством – постаје саучесник убице. Ко не осуђује – дозвољава..... наша осећања према Јеврејима се нису променила. Ми их и даље сматрамо политичким, идеолошким и економским непријатељима Пољске. Штавише, свесни смо да нас мрзе више него Немце, да нас мисле одговорни за њихову трагедију. Зашто, на ком тлу – то остаје мистерија јеврејске душе.“ 

## Послератни период
Под Јосифом Стаљином, хиљаде војника пољског подземља, нпр. Домаћа војска (Армиа Крајова) и ветерана повратника Оружаних снага Пољске који су служили са западним савезницима били су затворени, мучени од стране совјетских НКВД агената (видети: Витолд Пилецки) и убијен након монтираних суђења као што је злогласно суђење Шеснаесторици у Москви. Слична судбина чекала је и "проклете војнике". Најмање 40.000 припадника Пољске Домаће војске депортовано је у Русију.
У Британији након 1945. године, британско становништво је прихватило пољске војнике који су одлучили да се не врате у Пољску којом је владао комунистички режим у својој одлуци да остану у Британији. Пољаци који су живели у Британији служили су под британском командом током рата, али чим су Совјети почели да остварују успехе на Источном фронту и јавно мњење и влада постали су све више просовјетски. Социјалистичке присталице Совјетског Савеза су Пољаке истицале као „хушкаче рата“, „антисемите“ и „фашисте“. После рата, синдикати и лабуристи су играли на страхове јавности да нема довољно послова, хране и станова да би подстакли антипољска осећања.
Мит да је Пољска спроводила геноцид над етничким Немцима измислио је 1940. немачки националистички писац улепшавањем догађаја „Крваве недеље“. Године 1961. у Немачкој је објављена књига америчког историјског писца и порицатеља холокауста Дејвида Хогана под насловом Der Erzwungene Krieg (Присилни рат), у којој се тврдило да Немачка није извршила агресију на Пољску 1939. године, већ да је уместо тога била жртва англо-пољске завере против Рајха. Рецензенти су често примећивали да изгледа да Хоган има опсесивно непријатељство према Пољацима. Његове тврдње су укључивале да је пољска влада третирала пољску немачку мањину много горе него што је немачка влада под Адолфом Хитлером третирала своју јеврејску мањину. Године 1964. настала је велика контроверза када су две немачке десничарске екстремистичке групе доделиле Хоганове награде. Осамдесетих година 20. века, немачки филозоф и историчар Ернст Нолте тврдио је да је Пољска 1939. била ангажована у кампањи геноцида против своје етничке немачке мањине, и снажно је имплицирао да је немачка инвазија 1939. и сви потоњи немачки злочини у Пољској током Други светски рат да су у суштини били оправдани акти одмазде. Критичари, попут британског историчара Ричарда Ј. Еванса, оптужили су Нолтеа за искривљавање чињеница и тврдили да Пољска ни на који начин није починила геноцид над својом немачком мањином.
Током политичке трансформације источног блока који је контролисао Совјетски Савез 1980-их, традиционално немачко антипољско осећање поново је отворено експлоатисано у Источној Немачкој против Солидарности. Ова тактика је постала посебно очигледна у „подмлађивању 'пољских шала', од којих су неке подсећале слушаоце на ширење таквих шала под нацистима.

## Контроверзапољског логора смрти
Изрази који су увредљиви за Пољаке приписују се бројним непољским медијима у вези са Другим светским ратом. Најистакнутије је стално спомињање западних медија о пољским логорима смрти и пољским концентрационим логорима. Ове фразе се односе на мрежу концентрационих логора којима је управљала нацистичка Немачка у окупираној Пољској како би се олакшало Коначно решење, али формулација сугерише да је пољски народ можда био умешан. Пољско Министарство спољних послова, као и пољске организације широм света и све пољске владе од 1989. године, осудили су употребу оваквих израза, уз образложење да они сугеришу пољску одговорност за логоре. Амерички јеврејски комитет је у свом саопштењу за јавност од 30. јануара 2005. навео: „Ово није само семантичка ствар. Историјски интегритет и тачност виси о концу. Било какво погрешно представљање улоге Пољске у Другом светском рату, било намерно или случајно, било би веома жалосно и стога не би требало да буде неоспорно.“ 

## У пољско-јеврејским односима
Постоји стереотип да су Јевреји анти-Пољаци. Кардинал Јозеф Глемп је у свом контроверзном и широко критикованом говору одржаном 26. августа 1989. (и повученом 1991.) тврдио да су изливи антисемитизма „легитиман облик националне самоодбране од јеврејског антиполонизма“. Он је „замолио Јевреје који „имају велику моћ над масовним медијима у многим земљама“ да обуздају свој антиполонизам, јер „ако неће бити антиполонизма, неће бити ни тог антисемитизма међу нама“.
У новембру исте године, израелски премијер Јицак Шамир рекао је да Пољаци „упијају (антисемитизам) са мајчиним млеком“. Пољски премијер Тадеуш Мазовјецки рекао је да су „ове опште изјаве најразорније акције које се могу замислити“ и да „наносе непоправљиву штету“ људима који траже пољско-јеврејско помирење. Адам Михник је за Њујорк тајмс написао да „скоро сви Пољаци реагују веома оштро када се суоче са оптужбом да Пољаци свој антисемитизам добијају "са млеком својих мајки‘“. Такве вербалне нападе – према Михнику – антисемити тумаче као „доказ међународне анти-пољске јеврејске завере“.
У Rethinking Poles and Jews, Роберт Чери и Анамариа Орла-Буковска рекли су да антиполонизам и антисемитизам остају „гротескно побратимљени у наше време. Не можемо се борити против једног, а да се не боримо против другог.“ 
Речено је да су термин „антиполонизам“ користиле политичке странке као што је Лига пољских породица у сврхе кампање (пољ. Liga Polskich Rodzin) или угашена Самоодбрана Републике Пољске (пољ. Samoobrona Rzeczpospolitej Polskiej) и организације као што је Удружење против антиполонизма на челу са Лешеком Бубелом, лидером Пољске националне партије и бившим председничким кандидатом. Бубела је на суд извела група од десет пољских интелектуалаца који су против њега поднели тужбу за „повреду јавног добра”. Међу потписницима су били бивши министар иностраних послова Владислав Бартошевски и режисер Казимиерз Кутз.
Према речима пољске историчарке Јоане Михлиц, овај термин се у Пољској користи и као аргумент против самокритичних интелектуалаца који расправљају о пољско-јеврејским односима, оптужујући их за „антипољске ставове и интересе“. На пример, историчар Јан Т. Грос је оптужен да је антипољски настројен када је писао о злочинима као што је погром Једвабне. По њеном мишљењу, оптужба „није ограничена на аргументе који се објективно могу класификовати као антипољске — као што је изједначавање Пољака са нацистима — већ се примењује на свако критичко испитивање колективне прошлости. Штавише, антиполонизам је изједначен са антисемитизмом.“ 
За годишњицу Варшавског устанка 1994. године, пољски новинар Газете Виборче, Михал Ћихи, написао је осврт на збирку мемоара из 1943. године под насловом  Czy ja jestem mordercą? ( Да ли сам убица? ) Цалела Переходника, јеврејског полицајца из гета из Отвоцка и припадника „ Хробри II батаљона“, наводећи (према причама из друге руке) да је група пољских побуњеника убила око 40 Јевреја током устанка 1944. За разлику од књиге (касније поново штампане са исправкама чињеница), стварна Цичијева рецензија изазвала је протесте, док су одабране фрагменте његовог чланка потврдила три пољска историчара. Проф. Томасз Стрзембосз је оптужио Цичија да практикује „различити тип расизма“ и оптужио уредника Газете Виборцза Адама Мицхника да „негује врсту толеранције која је апсолутно нетолерантна према антисемитизму, али сматра антиполонизам и антигојизам нечим сасвим природним“. Михник је одговорио на контроверзу, хвалећи херојство АК питањем: „Да ли је то напад на Пољаке када се истражује прошлост у потрази за истином?“ Цичи се касније извинио због тона свог чланка.
Пољски историчар Адам Лешчињски наводи да је „антисемитизам опсежна доктрина са расистичким или верским основама која је довела до холокауста. „Антиполонизам“ је у најбољем случају општа аверзија према Пољацима.“

## "Пољске шале"
„Пољске шале“ спадају у категорију условних шала, што значи да њихово разумевање захтева познавање тога шта је пољска шала. Условне шале зависе од афективних преференција публике — од њихових симпатија и несвиђања. Иако би ове шале могли разумети многи, њихов успех у потпуности зависи од негативног расположења слушаоца.
Претпоставља се да су прве пољске шале немачких расељених лица које беже из ратом разорене Европе донете у Сједињене Државе крајем 1940-их. Ове шале су биле подстакнуте етничким увредама које је ширила немачка националсоцијалистичка пропаганда, која је покушавала да оправда убиство Пољака од стране нациста тако што их је представљала као „дрве“ — прљаве, глупе и инфериорне. Такође је могуће да су неки рани амерички пољски вицеви из Немачке првобитно испричани пре Другог светског рата у спорним пограничним регионима као што је Шлеска.
Постоји дебата о томе да ли су ране „пољске шале“ које су немачки имигранти донели у државе као што је Висконсин директно повезане са таласом америчких шала почетком 1960-их. Британска списатељица Кристи Дејвис изнела је „провокативну критику досадашњег учења о овој теми“  у „The Mirth of Nations “, што сугерише да „пољске шале“ нису настале у нацистичкој Немачкој, већ много раније, као изданак регионалног шале укорењене у „друштвеним класним разликама које сежу до деветнаестог века“. Према Дејвису, америчке верзије пољских вицева су неповезани „чисто амерички феномен” и не изражавају „историјску мржњу Немаца према Пољацима у Старом свету. Међутим, Холивуд је 1960-их и 1970-их увезао вицеве о подљудској интелигенцији о Пољацима из старе нацистичке пропаганде.“
Деценијама су пољски Американци били предмет погрдних шала које потичу из антиимигрантских стереотипа који су се развили у САД пре 1920-их. Током поделе Пољске, пољски имигранти су дошли у Сједињене Државе у значајном броју, бежећи од масовног прогона код куће. Заузимали су једине послове који су им били доступни, који су обично захтевали физички рад. Исти етнички стереотипи и стереотипи везани за посао задржали су се чак и када су се пољски Американци придружили средњој класи средином 20. века. „Стално исмевање, које се често јавно шири путем масовних медија, изазвало је озбиљне кризе идентитета, осећај неадекватности и ниско самопоштовање код многих пољских Американаца. Упркос невољи пољског народа под хладноратовским комунизмом, негативни стереотипи о пољским Американцима су опстали.
Од краја 1960-их, пољско-америчке организације улажу континуиране напоре да оспоре негативни стереотип о пољском народу који је некада преовладавао у америчким медијима. Пољско-америчко друштво чувара је тврдило да је НБЦ-ТВ користила огромну моћ ТВ-а да уведе и пласира подљудске обавештајне шале о Пољацима (које су биле горе од ранијих једноставних шала о антиимигрантима) користећи технику понављања велике лажи да деградира Пољаке. Представа под називом „Пољска шала“ Дејвида Ајвса довела је до бројних притужби Полоније у САД. „Пољске шале” које су се чуле седамдесетих година 20. века биле су посебно увредљиве, толико да се пољско Министарство спољних послова о томе обратило америчком Стејт департменту, ма колико неуспешно. Синдром се повукао тек након што је кардинал Карол Војтила изабран за папу, а пољске шале су постале пролазне. Постепено, Американци су у наредним деценијама развили позитивнију слику о својим пољским суседима.
Године 2014. један немачки говорник се нашалио током Европског првенства у воденим спортовима да ће се пољски тим вратити кући у „нашим колима“.

## Данас

### Велика Британија
Од проширења ЕУ 2004. године, када се десет нових земаља придружило у највећем проширењу до сада (Кипар, Чешка Република, Естонија, Мађарска, Летонија, Литванија, Малта, Пољска, Словачка и Словенија), Велика Британија је искусила масовну имиграцију из Пољске (види Пољаци у Уједињеном Краљевству). Процењује се да се пољска британска заједница удвостручила од 2004. године; са Пољском која је сада претекла Индију као највећа земља порекла у иностранству 2015. (831.000 Пољака на 795.000 особа рођених у Индији). Антипољско расположење у УК је често повезано са питањем имиграције. Било је неких случајева антипољског расположења и непријатељства према пољским имигрантима. Британска национална партија крајње деснице залагала се за заустављање имиграције из (централне и) источне Европе и за депортацију Пољака.
Пољаци који живе у Лондону су 2007. пријавили 42 етнички мотивисана напада на њих, у поређењу са 28 у 2004. Посланик конзервативаца Данијел Кавчински, који је и сам пољског порекла, рекао је да је пораст насиља према Пољацима делимично „резултат медијског извештавања Би-Би-Сија“ чији се новинари „неће усудити да помињу контроверзну имиграцију из других земаља“. Кавчински је изнео критику Би-Би-Сија у Доњем дому јер „користи пољску заједницу као мачју шапу да покуша да се позабави тешким питањем масовне, неконтролисане имиграције“ само зато што је против Пољака „ политички коректно то учинити“.
У 2009. години, Федерација Пољака у Великој Британији и Амбасада Пољске у Лондону са Барбаром Туге-Еречинском уложили су низ формалних притужби – укључујући и Комисију за жалбе на штампу – на новинске чланке у Дејли Мејл-у, за које је Федерација тврдила да „приказују анти-пољско осећање“. Лист је негирао да је то била његова намера, а ПЦЦ је посредовао у нагодби између страна.
Гардијан је познат по бројним другим контроверзама. Дана 14. октобра 2009., ловац на нацисте Ефраим Зуроф је навео да је: „наратив о Другом светском рату [...] искривљен од независности и транзиције ка демократији како би био пријатнији за њихово бирачко тело и како би се умањила улога локалних сарадника у злочинима холокауста“. 20. октобра 2009. Џонатан Фридланд из Гардијана је рекао: „ Смишљено нам је да будемо пријатељски настројени према најновијим чланицама Европске уније. Али истина је да су се неке од ових „демократија у настајању“ вратиле марки ултранационалистичке политике која би одбила већину гласача у западној Европи. Постоји у Пољској“. У одговору на горње чланке, Тимоти Гартон Еш је у истом листу 23. децембра написао: „По мом искуству, аутоматско изједначавање Пољске са католичанством, национализмом и антисемитизмом – и отуда клизање ка кривици због повезаности са холокаустом – и даље је распрострањена. Овај колективни стереотип не одговара историјским записима.“
Такође 2008. године, пољски амбасадор је упутио званичан протест Комисији за жалбе на штампу о Тајмсу. Дана 26. јула 2008. Гилес Цорен је објавио коментар са етничким вређањем „ Пољак “ који се користио да опише пољске имигранте. Оптужио је Пољску за саучесништво у шест милиона јеврејских смртних случајева у холокаусту, што је изазвало не само званично писмо жалбе Тајмсу, већ и рано дат предлога у британском парламенту, након чега је уследио уводник у The Economist. Амбасадорка Туге-Еречинска је објаснила да чланак није „поткрепљен никаквим основним историјским или географским сазнањима“ и да је „питање пољско-јеврејских односа неправедно и дубоко фалсификовано“ Цореновим „агресивним примедбама“ и „презиром“. Корен је реаговао рекавши за  The Jewish Chronicle:" Јебеш Пољаке ". Случај је прослеђен Европском суду за људска права. Међутим, случај је био неуспешан јер Пољаци нису класификовани као етничка мањина. Уредник The Jewish Chronicle, Стивен Полард, прокоментарисао је 6. августа 2009: „Постоји неколико ствари које су одвратније од антисемитизма, али ево једне од њих: коришћење лажне оптужбе за антисемитизам за политичку корист.
Дана 6. октобра 2009, Џон Сноу је интервјуисао Стивена Фраја на вестима канала 4 као потписника писма тадашњем лидеру Конзервативне странке Дејвиду Камерону у којем се изражава забринутост због односа странке са десничарским пољском партијом Право и правда у Европском парламенту. Током интервјуа, Фрај је изјавио: „Постојала је историја, да се разумемо, пољског десничарског католицизма која је била дубоко узнемирујућа за нас који познајемо мало историје и сећамо се са које стране границе је Аушвиц био на..." Ова примедба изазвала је притужбу амбасаде Пољске у Лондону, као и уводник у The Economist-у и критику британског јеврејског историчара Дејвида Цесаранија. Фрај је од тада објавио извињење на свом личном блогу, у којем је изјавио: „Била је то глупа, јефтина и увредљива примедба због које од тада жалим. Користим ову прилику да се сада извиним.“ Дана 30. октобра 2009. године, главни рабин Пољске, Михаел Шудрих, пожалио се на ову нову британску политичку свађу која игра на „'лажни и болни стереотип да су сви Пољаци антисемитски', док је истина била да је тамо проблем био отприлике исти као другде у Европи“.
У јануару 2014, Пољак, на чијем шлему је била украшена застава Пољске, је тврдио да га је напала група од петнаест мушкараца испред паба у Дагенхаму у Лондону . Направљене су фотографије њега и његовог мотора. Жртва је окривила ксенофобичне говоре конзервативног премијера Дејвида Камерона. Током истог месеца у Белфасту је било седам напада на пољске куће у року од десет дана, при чему су на прозоре бацано камење и цигле. Након британског референдума о чланству у ЕУ, било је више случајева полонофобичних појава укључујући антипољске летке дистрибуиране у Хантингдону и графите против пољског културног центра у Хамерсмиту.
Ученици средње и источне Европе, укључујући и пољске, искусили су повећан ниво ксенофобичног малтретирања од гласања за Брегзит.
Антипољско расположење у Великој Британији било је предмет академске студије.

### Израел
Политичар Јаир Лапид тврдио је да су баку његовог оца, која је убијена у концентрационом логору Аушвиц, „у Пољској убили Немци и Пољаци“. Лапид је такође написао да су постојали „пољски логори смрти“.
У интервјуу из 2018. године, Ана Азари, израелска амбасадорка у Пољској, рекла је да „треба да радимо на смањењу антисемитизма, али је такође потребан рад да би било мање антипољских осећања“ и да се „антиполонизам јавља не само у Израелу, али и у јеврејским круговима ван Израела“.
Пољски премијер Матеуш Моравјецки је у фебруару 2019. отказао планове његове земље да пошаље делегацију на састанак у Јерусалим у понедељак, након што је вршилац дужности израелског министра спољних послова Израел Кац рекао да су Пољаци „сарађивали са нацистима“ и „исисавали антисемитизам као млеко њихових мајки“. Зви Бар, израелски бригадни генерал и политичар, рекао је да је Кац говорио као „ученик“ Јицака Шамира, „оца пољске генетске теорије“ и рекао: „У реду, било је Пољака и Мађара који су сарађивали, било је и су антисемитски Пољаци и Мађари. Али зашто генерализовати? Зашто бити расиста, зашто оптуживати ове нације и приписивати им инхерентне антисемитске карактеристике?“ 
Дана 15. маја 2019, 65-годишњи израелски архитекта Арик Ледерман је пљунуо и напао пољског амбасадора у Израелу Марека Магиеровског испред амбасаде Пољске у Тел Авиву, који је ухапшен након напада. Портпарол израелског министарства спољних послова Емануел Нашон рекао је: „Изражавамо наше пуно саучешће са амбасадором и наш шок због напада“, док се осумњичени извинио и рекао да га је раније испровоцирао службеник амбасаде Пољске користећи антисемитску вређање на његов рачун. Амбасада Пољске је заузврат оспорила исказ тог човека и рекла да има снимак камере као доказ који то оповргава.

### Америка
Фокс је 14. новембра 2007. емитовао епизоду „Back to You“ коју су креирали Кристофер Лојд и Стивен Левитан под називом „Something's Up There“, која је садржала контроверзну антипољску псовку. Увреда је укључивала Марш који је покушавао да убеди усамљеног пољско-америчког лика Герија да оде на куглање после посла рекавши: „Хајде, то ти је у крви, као килбаса и сарадња са нацистима“. Фокс се касније извинио 20. новембра 2007. Заветовао се да никада више неће емитовати линију дијалога, било у понављањима и/или синдикалним емисијама. Фокс је изјавио да је „Лину изнео лик који је познат по томе што је незналица, неупућен и говори необичне ствари. Међутим, допуштање да ред остане у емисији показало је лошу процену и извињавамо се свима који су били увређени.“

### Руска Федерација
У августу 2005. године у Москви се догодио низ наводно организованих напада на пољске дипломате што је навело тадашњег пољског председника Александра Квасњевског да позове руску владу да их заустави. Запослени у амбасади Пољске у Москви хоспитализован је у тешком стању након што су га усред бела дана у близини амбасаде напали неидентификовани мушкарци. Три дана касније, још један пољски дипломата је претучен у близини амбасаде. Следећег дана московског дописника пољског дневника Rzeczpospolita напала је и претукла група Руса. Раширено је мишљење да су напади организовани као освета за пљачку четворице руских младића у јавном парку у Варшави од стране групе скинхедса, неколико дана раније.

### Литванија
Бивши лидер „Солидарности“ и пољски председник Лех Валенса критиковао је владу Литваније због дискриминације пољске мањине, која је укључивала присилну литовизацију пољских презимена и уклањање двојезичних уличних натписа на пољском језику у општинама са претежно пољским говорним становништвом. Валенса је 2011. одбацио литвански орден Витаутаса Великог наводећи малтретирање пољске мањине.

### Украјина
У својој књизи Хероји и зликовци из 2007. године, у контексту горких пољско-украјинских односа у вези са међусобним масакрима током Другог светског рата, Дејвид Р. Марплс је тврдио да (у време писања књиге) није било „украјинских организација и новинских органа специјализованих за антипољску пропаганду. Међутим, различита тумачења ових горких догађаја из Другог светског рата довела су до наглог погоршања односа међу нацијама од 2015. године. У априлу 2017. Украјински институт националног сећања забранио је ексхумацију пољских жртава масакра над Пољацима 1943. у Волинији и источној Галицији као део шире акције заустављања легализације пољских меморијалних места у Украјини, у знак одмазде за демонтажу споменик војницима УПА у Хрушовицама, у источној Пољској.
Пољски председник Анджеј Дуда изразио је забринутост због именовања на високе украјинске функције људи који изражавају националистичке антипољске ставове. Украјинско министарство спољних послова саопштило је да у Украјини нема општег антипољског расположења. Пољски министар спољних послова Витолд Вашчиковски најавио је 2017. планове да забрани Украјинце са антипољским ставовима, као реакцију на непоштовање пољског гробља у Лавову након украјинске оптужбе за пољску „окупацију“ у граду.

### Немачка
Након приступања Пољске Европској унији, односи Немачке и Пољске су се побољшали. Године 2016, Мартин Шулц, немачки социјалдемократа, критиковао је Дудину владу у Пољској и назвао је „пучем“. Ово је довело до критика у Пољској, иако је пољска влада умањила значај овог питања. Председник Пољске Анџеј Дуда оптужио је 2020. немачке медије да су погрешно протумачили његове речи и немачку владу да је полонофоб у погледу извештавања о пољским председничким изборима 2020.